# Dysoxylum alliaceum
Dysoxylum alliaceum ist ein Baum in der Familie der Mahagonigewächse aus Südostasien bis ins nordöstliche Australien und auf die Salomonen.
Die Art wird öfters mit Dysoxylum excelsum verwechselt, die allerdings keinen Zwiebelgeruch besitzt.

## Beschreibung
Dysoxylum alliaceum wächst als immergrüner Baum bis zu 38 Meter hoch. Der bis zu 80 Zentimeter dicke Stamm ist oft im unteren Teil geriffelt und es sind kleinere Brettwurzeln vorhanden. Alle Pflanzenteile riechen nach Zwiebeln.
Die wechselständigen und gestielten Laubblätter sind paarig oder „falsch unpaarig“ gefiedert mit bis zu 16 Blättchen. Die bis zu 25 Zentimeter langen, ganzrandigen, eiförmigen, -lanzettlich bis elliptischen, lanzettlichen und spitzen bis zugespitzten Blättchen sind kurz gestielt, fast kahl und leicht ledrig. Die Nebenblätter fehlen.
Dysoxylum alliaceum ist wahrscheinlich zweihäusig diözisch.
Es werden lange, pyramidale Thyrsen gebildet die achselständig oder ramiflor, astblütig erscheinen. Die kleinen, süßlich duftenden und weißlichen, vier- bis fünfzähligen Blüten sind kurz gestielt mit doppelter Blütenhülle. Der kleine Kelch besitzt kurze Zähnchen. Die klappigen, länglichen Kronblätter sind bis etwa 8 Millimeter lang. Die Staubblätter sind in einer oben feinzähnigen, mehr oder weniger behaarten Röhre verwachsen. Die Antheren sitzen oben, innen unter dem Rand. Der mehr oder weniger behaarte, mehrkammerige Fruchtknoten ist oberständig mit einem zylindrischen Griffel mit kopfiger Narbe. Es ist ein behaarter und bewimperter, flach becherförmiger Diskus vorhanden.
Es werden oft leicht gelappte, lokulizidale, teils leicht gelappte und rundliche bis birnenförmige, etwas abgeflachte, ein- bis viersamige, etwa 3–7,5 Zentimeter große, rötliche bis bräunliche, kahle Kapselfrüchte gebildet. Die etwa  2 Zentimeter großen Samen sind von einer roten Sarkotesta umhüllt.

## Verwendung
Die nach Zwiebeln riechenden jungen Blätter werden als Blattgewürz verwendet. Auch die Samen werden als Gewürz verwendet, sie werden zuerst rauchgetrocknet, denn sie enthalten Giftstoffe.